# 川喜田煉七郎
川喜田 煉七郎（かわきた れんしちろう、1902年2月26日 - 1975年6月18日）は、日本の建築家。店舗デザイナー。インテリアデザイナー。デザイン教育者、啓蒙者。

## 人物・来歴
東京日本橋の米問屋に生まれる。1924年、蔵前にあった東京高等工業学校（現東京工業大学）附設工業教員養成所建築科を卒業。在学中には帝国ホテルの現場にアルバイトで参加。フランク・ロイド・ライト、遠藤新、土浦亀城らに指導を受ける。
音楽雑誌で山田耕筰を知り、山田に作曲を師事。1924年、山田の『音楽の法悦境』から、構想をインスパイアした卒業制作「霊楽堂の草案－別称：劇場」は、当時の『サンデー毎日』に掲載され注目される。
卒業後、1年間、神奈川県立工業学校で数学の教師をする。その後、遠藤新の建築設計事務所に勤務。自己の卒業制作を発展させた劇場計画案を完成させ、1927年の分離派建築会でその作品「霊楽堂－別称：或る音楽礼拝堂」（1926年）を展覧会に応募し、入選。翌年の分離派建築会展覧会では「ある舞台への提案－古事記神代篇・古代篇の音楽的演出」出品。またシュトゥルム画廊の木版画を日本に紹介したり、仲田定之助の蔵書で、独学でバウハウスのデザイン理論を学ぶ。
その後、民衆映画館兼劇場（1928年）、十万人野外映画館（1929年）、民衆映画館兼かげえ劇場（1929年）、浅草改造案（1928年）、東京街路改良案（1929年）などを発表。1928年にはAS会－明日の建築を考える会を結成。1930年に結成された「新興建築家聯盟」にも参加し宣伝部の幹事を担当。このとき親交をもった仲間とともに「生活構成研究所」を結成し、展覧会や講演会など行う。その後雑誌『建築工藝アイシーオール』創刊（1936年には、休刊）。
1930年、ウクライナのハリコフ劇場建築国際設計競技に4位入選して注目される。また、1932年に考現学を行う新建築工芸研究所(のちにデザイン教育校の新建築工芸学院に発展改称)を東京銀座7丁目の並木通り沿いの三ツ喜ビルにひらき、在野のデザイン教育の確立をおこなう。新建築工芸学院というのはいまでいう各種学校であり、約六年間ほど続いた。目標はドイツのバウハウス的デザイン教育であり、当時〈構成教育〉という言葉でよばれていた。蔵田周忠が主宰した型而工房が教え子中心という閉鎖的なものであったのに対して、川喜田の学院は一般募集して生徒を集めたものである。村松貞次郎は、川喜田の近代芸術運動史に占める比重は、ハリコフ市の劇場コンペよりもこの学院の方が大きいと評価しているが、ことを建築の分野に限定すると、川喜田のバウハウス・システムによる構成教育は、建築界へはあまり影響を与えていなく、この問題については、村松貞次郎も詳しく触れている。今後、川喜田煉七郎を論ずる場合には避けて通ることのできないポイントである。
1935年以降から、店鋪設計依頼が増え、心理学者上野陽一を顧問に「川喜田煉七郎店鋪能率研究所」を創設、活動開始する。
戦後は、戦前から掲載していた『商店界』や『広告界』、『商工案内』など商業ビジネス雑誌に寄稿し、1956年創刊の『商店建築』に尽力、1961年には日本店鋪設計家協会初代会長に就任した。
戦後建築家としてはとうに現役ではなくなっていたが、店舗デザインの分野では最高の指導者でありつづけ、看板のデザイン等に関する著作も出している。
広い意味でのデザインの分野では常に現役であり、その関心の対象が変貌して行ったということになる。したがって、彼の評価というのは一筋ではいっていない。
国際的に知られた日本の建築家の最初の人であるということでこれは言うまでもなくハリコフ劇場の国際コンペで4棟に入賞した業績によるものである。
1930年のこのコンペの前に既に国際連盟のコンペで長野宇平治の応募があったが入選は逃している。
日本人として国際コンペ入賞第一号の輝かしい記録保持者なのであり、ちなみにこのコンペにおいてワルター・グロピウスは8番であった。このことだけでも彼の案は国際的にかなり高い水準を指していることが推察され、特にその案の舞台機構は斬新なアイデアであって非常に高く評価されたと伝えられている。このことは日本劇場建築史といった特殊な分野の中だけでなく広い範囲の建築史の中でその意義について、特に建築史といった新しい視点からはより重要な問題になっている。
また、プラッツの原書を元にして訳述した『近代建築史』がこれは川北自身の責任編集で刊行をされた建築工芸アイシーオール に連載されたものがある。原書の忠実な訳ではなく多様な知識を援用してかなり構成しなおしたのでプラッツのよりも内容が豊富になっている。これはこれまで単行本としてまとめられたものではないが今でも日本では貴重な文献で、大多数の日本の建築家の欧米の建築家像とがこの「近代建築史」に大きな影響を受けている。第二次大戦後の日本建築学会の「近代建築史図集•初版」や彰国社刊の｢近代建築史」（建築学大系）はその内容にして、プラッツの原書および川喜田の訳述「近代建築史」に多くを負っているからである。その後、ギーディオンやペヴスナーの本が訳出されたが、いずれも近代建築の通史ではないので、プラッツの内容を凌駕するものは、まだ紹介されていない。プラッツの原書に基づく訳述「近代建築史」しか日本語で読めるものがないということは、いかに日本における欧米の近代建築の理解の脱野が狭いものであるかを物語っている。
戦後蔵田周忠も川喜田以上に欧米の近代建築の紹介に努力し、自らも通史めいた著作を残しているが、戦後にまとめられた「近代建築史」は訳述「近代建染史｣を越えるものではなかった。一般に日本人は欧米の新しい動向に対しては内欲であるといわれているがこと建築史に関しては、フレチャーの「建築史｣とプラッツの本による川喜田の訳述「近代建築史」の範囲でこと足れりとしてきた。川喜田自身、序文の中でこのような点について触れているし、また他の多くの訳や紹介本などの刊行によってかなり精力的に新しい動向を公表して、猿似ではない独創的なデザインの出現を望んでいたようである。こうした態度は彼自の国際コンベ入選というキャリアから生まれたもので、こと建築プロパーに関しては以上の事柄がもっとも大きな業組としてあげられる。

## 作品
実作に、日本交響楽協会出版部売店インテリアデザイン（1928）、I氏の写房（1928）インテリアデザイン、藤井五郎と共作、M氏の家（1930）、芝田村町キムラヤパン店、など。

### 著作
- 『構作技術大系』（1942年、圖畫工作研究所）
- 『図解式　店舗設計陳列全集1 パンカシ店・喫茶店』（モナス、1940年1月）
- 『図解式 店舗設計の實際』（誠文堂新光社、1937年）
- 『世界の旅ショーウインドー』 (1962年, 高篠薫一郎と共著）
- 『店舗設計陳列図解ハンドブック』 (1950年)
- 『レオナルド : 努力の万能人』 （奥田美穂と共著 ; 小松崎茂が絵, 図書工作, 1943年）
- 『構成教育大系』（武井勝雄と共著、学校美術協会出版部 ,1935年）
- 『世界の看板－世界の造形とサインのソースブック』（造形社,1967年）
- 『建築写真類聚　小商店図集　川喜田煉七郎店舗作品集』（1941年）
- 『世界の看板』（造形社発行 1967年)
- 『新しい店舗の作り方』(洪小枡､1954)
- 『世界のディスプレーテザイン』造形社1968)
- 『デザイン創造—精神と空想のデザイン』(造形社 1970)
- 『図解講座 店舗とディスプレー(1,2,3,4,6)』ビジネス社 1974)

など多数